# Джованні Калабрія
Джованні Калабрія (італ. Don Giovanni Calabria; 8 жовтня 1873, Верона — 4 грудня 1954, Верона) — італійський священник, громадський діяч.
Засновник Конгрегації Бідних слуг та Бідних слугинь Божественного Провидіння. Проголошений святим Папою Іваном Павлом II у 1999 році.

## Біографія

### Юність
Джованні Калабрія народився у Вероні 8 жовтня 1873 року в сім'ї Луїджі Калабрії та Анжели Фосчіо, наймолодший із семи дітей у сім'ї.
Сім'я жила у бідності. Коли батько помер, Джованні був вимушений перервати навчання в четвертому класі і шукати роботу в якості робочого. Проте Дон П'єтро Скапіні, ректор Сан Лоренцо, помітив здібності молодого хлопця і, ставши його приватним репетитором, допоміг йому підготуватися до іспиту в семінарійській гімназії.
У віці двадцяти років перервав навчання, вступивши на військову службу. Після закінчення військової служби він відновив навчання, а в 1897 році навчався на факультеті теології семінарії з наміром стати священиком.
Історія згадує випадок, коли холодного вечора у листопаді 1897 року Джованні повертався після провідування хворих і зустрів дитину, що заснула на порозі церкви. Калабрія розбудив дитину і запропонував їй заночувати у його кімнаті. З цього випадку зародилася ідея створити «Благодійний заклад для допомоги бідним та хворим людям».

### Зрілість
11 серпня 1901 року Джованні Калабрія був виснячений на священника і відразу призначений вікарієм кооператора у парафії святого Стефана та духовника семінарії. У 1907 році він був призначений ректором Сан-Бенедетто-аль-Монте, де також піклувався про солдатів.
26 листопада 1907 року він засновує Конгрегацію (згромадження) «Бідних Слуг Божого Провидіння», затверджений єпископом Верони 11 лютого 1932 і папою Римським 25 квітня 1949 р. Згодом Конгрегація поширилася за кордон (в 1934 році перші члени відправилися до Індії). Статут Конгрегації передбачає абсолютну рівність між священиками та братами серед мирян, факт, який в той час не був прийнятий певними представниками релігійної влади.
У 1910 році зародилася ініціатива щодо членів Конгрегації жінок, що після затвердження єпископа (березень 25, 1952) і папської (25 грудня 1981), стало «Конгрегацією Бідних Слугинь Божественного Провидіння».
Він також мав багато стосунків з іншими християнськими конфесіями та з людьми із єврореєвропейської громади Вероне. Після 8 вересня 1943 року ховається єврейський лікар Мафальда Павія в Ронці (поблизу Верони) серед своїх сестер Бідних слуг Божественного Провидіння. Тут, що прийняла на себе ім'я сестри Беатріче, Мафальда проводить 18 місяців, звільняється від приєднання до релігійних практик сестер, які оточують її з поважним піклуванням. За свідченням Mafalda, Дон Calabria таки познайомив з сестрами з цієї конкретної рекомендації: «Я знаю, професор Павія і його почуття, і ніхто тоді не робить ні найменшого натяку ні найменшого тиску дотримуватися наших релігійних переконань»
Мафілада Павія залишатиметься спорідненим з Доном Калабрією завдяки глибокій дружбі та подяки та довготривалим епістолярним стосункам. [3]
Дон Джованні Калабрія помер 4 грудня 1954 року, йому було 81 рік. Він був проголошений 17 квітня 1988 року і канонізований 18 квітня 1999 року.

## Церковна і громадська діяльність
Робота Дона Калабрії не мала на меті виключати будь-який сектор діяльності, де потрібна допомога для менш вдалих. Тому він почав вітати мальовничих, сиріт або проблем різного роду, піклуючись про свою освіту, навчаючи їм роботу, щоб підготувати їх до життя. Негайно після Другої світової війни почалася діяльність, спрямована на магістральну школу, починаючи з концепції, що в суспільстві також існує потреба у освічених людей та професіоналах. В останні десятиліття змінилися умови державної освіти в Італії означали, що діяльність «Опери Дона Калабрія» стосується інвалідів та «третього світу», не виключаючи жодної іншої галузі діяльності, де вона мала можливість принести користь. ,